# Hello, Goodbye
A Hello, Goodbye a The Beatles együttes kislemeze az 1967-es Magical Mystery Tour albumról, valamint dupla középlemezről (B-oldalán az I Am the Walrus-val). A dal szerzője Paul McCartney volt. Ez volt az együttes első kiadott lemeze menedzserük, Brian Epstein halála óta.
A dal az együttes asszisztense, Alistair Taylor és McCartney közötti szójáték foganatja. Egyszer egy harmóniumon kezdetk el játszani, majd minden egyes hang után asszosziációs szójátékot folytattak. Barry Miles egyik 1990-es interjújában azt mondta, hogy az Ikrek csillagjegyben tapasztalható kettősség adja. Majd hozzátette: "Az univerzum titkai is hasonló dolgokon alapulnak, gondoljunk csak bele a férfi-nő, fekete-fehér, elefántcsont-ében, magas-mély, jó-rossz, fent-lent, heeló-viszlát ellentétpárokra – könnyű volt megírni ezt a dalt."
A dal felvételei 1967 október 2. és november 2. között zajlottak. Ekkor már a Magical Mystery Tour album anyaga majdnem teljesen készen volt. Az együttes a szokásos hangszereken túl bongón, kongadobon (McCartney), orgonán (John Lennon), tamburinon (George Harrison) és maracason (Ringo Starr) játszott. Ehhez egészült ki két vendégművész brácsajátéka. Lennon-nak nem tesztett a szám, mert ellentmondásokkal teli 3 perc értelmetlenségnek tartotta. Valamint saját szerzeményét, az I Am the Warlus-t sokkal színvonalasabb slágernek tekintette, hogy a kislemez A-oldalon szerepeljen. A dal az angol kislemezlistákon hét, míg az amerikain három hétig volt csúcson. A dal az angol piacon nagylemez formátumban a The Beatles 1967–1970 válogatásalbumon debütált. Az Anthology 2 albumon pedig a dal egy olyan változata szerepel, ahol a kezdősorokban Harrison által feljátszott gitárbejátszás volt, valamint nem tartalmazta a basszusszólamot.
Az együttes már az 1967. június 25-ei Our World című (élő műholdas közvetítésű) televíziós programban előadta volna, de végül George Martin az All You Need Is Love mellett döntött. A dalhoz készült videóklip 1967. november 10-én került rögzítésre a londoni Saville Theatre-ben, három változatban: egyszer az együttes tagjai a Sgt. Pepper’s Lonely Hearts Club Band albumon viselt egyenruhákban vannak. Egyszer hat hawaii fűszoknyás táncosnővel vették körbe magukat (az együttes tagjai csak maoir fináléként utaltak rá). A harmadik változat pedig az első kettő ötvözete, illetve kimaradt jeleneteiből állt össze. A klip bemutatása november 23-án lett volna a Top of The Pops című műsorban, de a Brit Zenészek Szakszervezete betiltott minden olyan klippet, ami imitálta a zenélést. Ehelyett részletek kerültek bemutatásra az Egy nehéz nap éjszakája című filmből. Végül az Egyesült Államokban november 26-án került levetítésre a The Ed Sullivan Show-ban, majd másnap a The Hollywood Palace programban. A Magical Mystery Tour film stáblistája alatt is hallható a dal. Később az együttes az 1969 januári Get Back album felvételei alatt, a Two of Us rögzítése közben is előadta.

## Közreműködők
Ian MacDonal szerint:
The Beatles
- Paul McCartney - duplázott ének, vokál, zongora, basszusgitár, bongo, konga
- Paul McCartney - vokál, szólógitár, orgona
- George Harrison - vokál, szólógitár
- Ringo Starr - dob, maracas, csörgődob

Egyéb közreműködők
- Kenneth Essex, Leo Birnbaum - brácsa